# Gli occhi della notte (film 1967)
Gli occhi della notte (Wait Until Dark) è un film del 1967 diretto da Terence Young, interpretato da Audrey Hepburn, e tratto da un grande successo di Broadway di Frederick Knott.

## Trama
Una donna di nome Lisa prende un volo da Montreal a New York, contrabbandando sacchetti di eroina cuciti all'interno di una vecchia bambola. Quando sbarca, Lisa vede un uomo che la osserva all'aeroporto e perciò consegna la bambola a un compagno di viaggio, il fotografo professionista Sam Hendrix, affinché la custodisca. Subito dopo essersi liberata della bambola, viene presa sotto braccio e scortata via dall'altro uomo.
Qualche giorno dopo, i truffatori Mike Talman e Carlino giungono all'appartamento di Sam e sua moglie, Susy, credendo che sia la residenza di Lisa. Harry Roat, l'uomo che ha incontrato Lisa all'aeroporto, arriva per convincere Talman e Carlino ad aiutarlo a ritrovare la bambola. Dopo che i truffatori scoprono nell'appartamento il corpo senza vita di Lisa, Roat li ricatta per disfarsi del cadavere e li convince ad aiutarlo a trovare la bambola. Mentre Sam è impegnato in un incarico fotografico, i criminali danno vita a un'elaborata truffa, usando la cecità di Susy contro di lei e fingendosi diverse persone per conquistare la sua fiducia. Insinuando che Lisa è stata uccisa e che Sam sarà sospettato, gli uomini convincono Susy ad aiutarli a trovare la bambola. Mike le dà il numero della cabina telefonica sita dall'altra parte della strada, spacciandolo come suo, dopo averla falsamente avvertita della presenza di una macchina della polizia fuori.
Gloria, una ragazzina che vive al piano di sopra e che aveva preso in prestito la bambola in precedenza, entra di nascosto per restituirla, rivelando anche a Susy che fuori non c'è nessuna macchina della polizia. Dopo aver chiamato Mike e aver desunto che egli risponde dalla cabina telefonica, Susy capisce che i tre sono criminali e nasconde la bambola. Quando irrompono nell'appartamento, dice loro che la bambola si trova nello studio di Sam e i tre se ne vanno, dopo che Roat ha tagliato il cavo telefonico, mentre Carlino rimane a fare la guardia fuori dall'edificio. Susy manda Gloria alla stazione degli autobus ad aspettare Sam. Quando scopre che il cavo telefonico è stato tagliato, si prepara a difendersi rompendo tutte le lampadine dell'appartamento tranne quella della luce di sicurezza. Quando Mike torna, capisce che lei conosce la verità e chiede di avere la bambola, ma la donna si rifiuta di collaborare. Mike ammette a Susy che lui e i suoi complici fanno parte di un complotto criminale, additando Roat come il pericolo principale, assicurandole al contempo di aver mandato Carlino ad uccidere Roat. Tuttavia, avendo anticipato il loro piano, Roat ha invece ucciso Carlino, e poi uccide Mike sulla soglia dell'appartamento di Susy.
Intenzionato a fare sua la bambola, Roat minaccia di dare fuoco all'appartamento. Susy finalmente accetta di dargli la bambola, ma lancia un prodotto chimico in faccia a Roat e stacca la luce di sicurezza, mentre l'appartamento sprofonda nell'oscurità. Roat usa i fiammiferi per poter vedere, ma Susy lo innaffia di benzina, costringendolo a spegnere il fiammifero. Roat ricorre all'aprire l'anta del frigorifero, producendo luce sufficiente. Susy, rendendosi conto di aver perso la battaglia, tira fuori la bambola dal suo nascondiglio e gliela porge. Mentre Roat si distrae con essa, Susy riesce ad armarsi di un coltello da cucina. Roat cerca allora di accompagnare Susy in camera da letto, ma lei lo pugnala e fugge. Non riuscendo a sfuggire alla porta d'ingresso, incatenata, inciampa e si rifugia verso la finestra della cucina, ma Roat le afferra la caviglia. Lei si libera e si nasconde dietro la porta del frigorifero. Proprio mentre lui è in piedi per pugnalarla, lei stacca la spina del frigorifero, portando di nuovo il locale nel buio totale. La polizia arriva con Sam e Gloria, e Susy viene trovata, spaventata ma illesa, dietro lo sportello del frigorifero, mentre Roat, ormai cadavere, giace nelle vicinanze, messo fuori uso da uno scaffale rovesciato.

## Produzione
Per il ruolo della protagonista si era inizialmente pensato anche a Julie Andrews. Per impersonare al meglio il personaggio di Susy, la Hepburn frequentò una scuola per ciechi.

## Riconoscimenti
Il film si trova al 55º posto dei cento migliori thriller statunitensi, ma presenta delle caratteristiche tipiche del noir.
- 1968 - Premio Oscar
  - Candidatura Miglior attrice protagonista a Audrey Hepburn
- 1968 - Golden Globe
  - Candidatura Miglior attrice in un film drammatico a Audrey Hepburn
  - Candidatura Miglior attore non protagonista a Efrem Zimbalist Jr.